# Carlos Soraluz
Juan Carlos Soraluz Agurto (Sechura, 11 de enero de 1974) es un cantante peruano, exmiembro de la agrupación musical Armonía 10, que ha logrado consolidarse en la cumbia peruana durante los años 1990 y 2000.

## Biografía
Nació el 11 de enero de 1974 en Sechura, bajo el nombre completo de Juan Carlos Soraluz Agurto.[cita requerida] Proveniente de una familia de clase baja, vivió sus primeros años en su ciudad natal, donde comenzaría a optar su incursión en la música, en el cual crearía instrumentos musicales con embudos.
Comenzó su carrera artística a los catorce años cuando se integraría a la banda musical Mar Azul, donde interpretaría versiones musicales. Al poco tiempo, se une a otro conjunto Brisa Marina, contando con la colaboración de los hermanos Quiroga, fundadores de la orquesta Agua Marina, quienes más tarde lo incorporaron a su grupo, donde interpretaría el tema «Dame un momento».
Pero fue hasta el año 1997, cuando le llegó la oportunidad de formar parte de la orquesta Armonía 10 gracias al aceptar la propuesta de la familia Lozada, teniendo la edad de 23 años, donde se desempeñaría como vocalista principal, compartiendo escenario con los cantantes Makuko Gallardo, Percy Chapoñay, César Saavedra, Danny Delgado y el animador Luis «el Gato» Bazán, llevándolo así al estrellato. Como parte de la banda, Soraluz popularizó como intérprete de los temas musicales «Siempre pierdo en el amor», «Herido corazón», «La duda», «Sólo», «Quisiera gritar» y «Juraré no amarte más», siendo este último donde grabó con el  productor Walther Lozada en 2000. Con el grupo musical se mantuvo por varios años consecutivos hasta su retiro en 2007, cuando fue reemplazado por el cantante y actor cómico Luigui Carbajal. Durante su entrevista para un medio local, Soraluz afirmó que su incursión al negocio familiar fue la causa de su salida del grupo y retiro momentáneo de la música.
Retomó su carrera artística en 2015 después de ocho años de ausencia, formando parte de las filas de Voces de Oro hasta su renuncia en 2016.[cita requerida] Más tarde, fue parte de los conjuntos Las Estrellas de América en 2017, volviendo a trabajar con Delgado,[cita requerida] y Walther Lozada & Orquesta durante el periodo 2020-2023.
Tras más de treinta años de carrera artística, en ese año anunció su faceta como solista, lanzando su propio conjunto musical Carlos Soraluz & Orquesta, además de lanzar las nuevas versiones de «La duda» y «Ya no quiero llorar». Previo a ello, participó como invitado especial en el programa concurso Yo soy en 2013 y volvió a trabajar con Armonía 10 para lanzar su sencillo «No le digan nada de mi» en 2022.
En el año 2023, lanzó la versión balada de «Quisiera gritar», obteniendo una gran aceptación en las plataformas digitales.

## Discografía

### Álbumes con Armonía 10
- 1998: La primerísima
- 1999: Sólo lo nuevo y mejor
- 2000: Júrame no amarte más
- 2002: Amargo y dulce amor
- 2015: Armonía 10 en vivo

#### Canciones
- «Herido corazón»
- «Siempre pierdo en el amor»
- «Quisiera gritar»
- «La duda»
- «Sólo»
- «Júrame no amarte más»
- «La última canción»
- «Ya no quiero llorar»
- «El Triste»